# Championnats d'Afrique de boxe amateur 2001
Navigation
Édition précédente Édition suivante
La 11e édition des championnats d'Afrique de boxe amateur s'est déroulée à Port-Louis, île Maurice, du 14 au 20 mai 2001. 

## Résultats

### Podiums
| Catégories                   | Or                | Argent              | Bronze                                 |
| Poids mi-mouches (-48 kg)    | Anicet Rasoanaivo | Phumzile Matyhila   | Bhoosan Duth Rajcoomar Suleiman Bilali |
| Poids mouches (-51 kg)       | Mebarek Soltani   | Bruno Julie         | Drissa Tou Elliot Mmila                |
| Poids coqs (-54 kg)          | Leslie Seketswe   | Abdul Tebazalina    | Samir Boukrara Ludumo Galada           |
| Poids plumes (-57 kg)        | Michael Medor     | Hichem Mandili      | Alassane Coulibaly Jean-Paul Mellie    |
| Poids légers (-60 kg)        | Giovani Frontin   | Isca Sentamu        | Cobus Fourie Gilbert Khunwane          |
| Poids super-légers (-64 kg)  | Mohamed Allalou   | Dintwa Sloca        | M.Outabt Amadou Diallo                 |
| Poids welters (-67 kg)       | Mohamed Djaafri   | Ali Paulus Numbembe | Tefo Seetso Kwanele Zulu               |
| Poids super-welters (-71 kg) | Benamar Meskine   | Kotsao Motau        | W.Mussard G.Laurant                    |
| Poids moyens (-75 kg)        | Abdelhani Kenzi   | Djibril Fall        | Thebe Setlalekgosi Emmanuel Buregeya   |
| Poids mi-lourds (-81 kg)     | Daniel Venter     | Ndyaye Mohamadou    | Abdelaziz Touilbini                    |
| Poids lourds (-91 kg)        | Marco Bangard     | Kende Amadou        |                                        |
| Poids super-lourds (+91 kg)  | Michael Macaque   | Cherif Seni         |                                        |

### Tableau des médailles
| Place | Pays              | Médaille d'or, Afrique | Médaille d'argent, Afrique | Médaille de bronze, Afrique | Total |
| ----- | ----------------- | ---------------------- | -------------------------- | --------------------------- | ----- |
| 1     | Algérie           | 5                      | 0                          | 1                           | 6     |
| 2     | Maurice           | 4                      | 1                          | 1                           | 6     |
| 3     | Afrique du Sud    | 1                      | 2                          | 3                           | 6     |
| 4     | Botswana          | 1                      | 1                          | 4                           | 6     |
| 5     | Madagascar        | 1                      | 0                          | 0                           | 1     |
| 6     | Sénégal           | 0                      | 3                          | 1                           | 4     |
| 7     | Ouganda           | 0                      | 2                          | 0                           | 2     |
| 8     | Maroc             | 0                      | 1                          | 2                           | 3     |
| 9     | Guinée            | 0                      | 1                          | 1                           | 2     |
| 10    | Namibie           | 0                      | 1                          | 0                           | 1     |
| 11    | Kenya             | 0                      | 0                          | 1                           | 1     |
| 11    | Burkina Faso      | 0                      | 0                          | 1                           | 1     |
| 11    | Mali              | 0                      | 0                          | 1                           | 1     |
| 11    | Égypte            | 0                      | 0                          | 1                           | 1     |
| 11    | Seychelles        | 0                      | 0                          | 1                           | 1     |
| 11    | Rwanda            | 0                      | 0                          | 1                           | 1     |
| Total | 16 pays médaillés | 12                     | 12                         | 19                          | 43    |